# Hovenia acerba
Hovenia acerba là một loài thực vật có hoa trong họ Táo. Loài này được Lindl. mô tả khoa học đầu tiên năm 1820.

## Hình ảnh

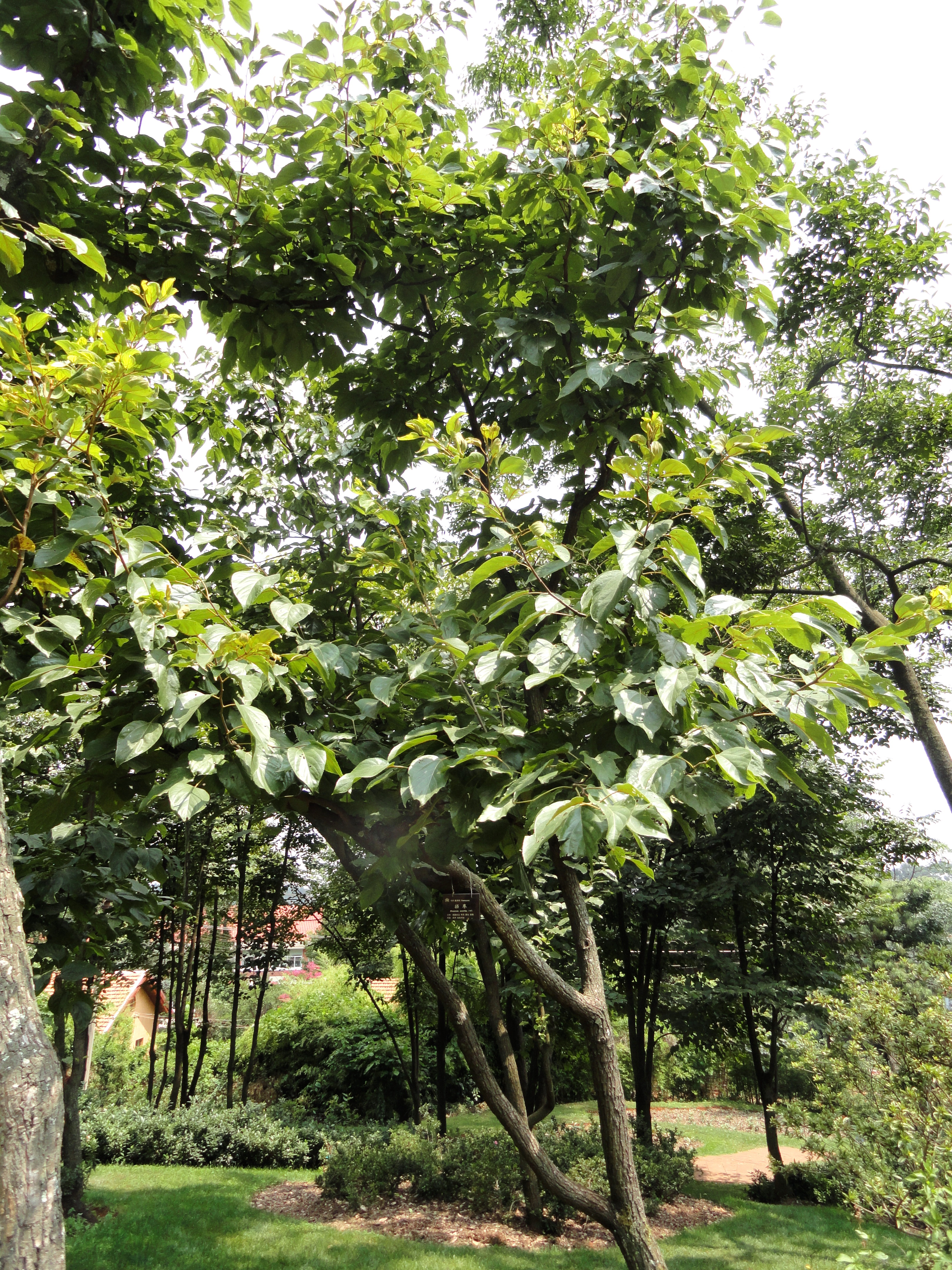
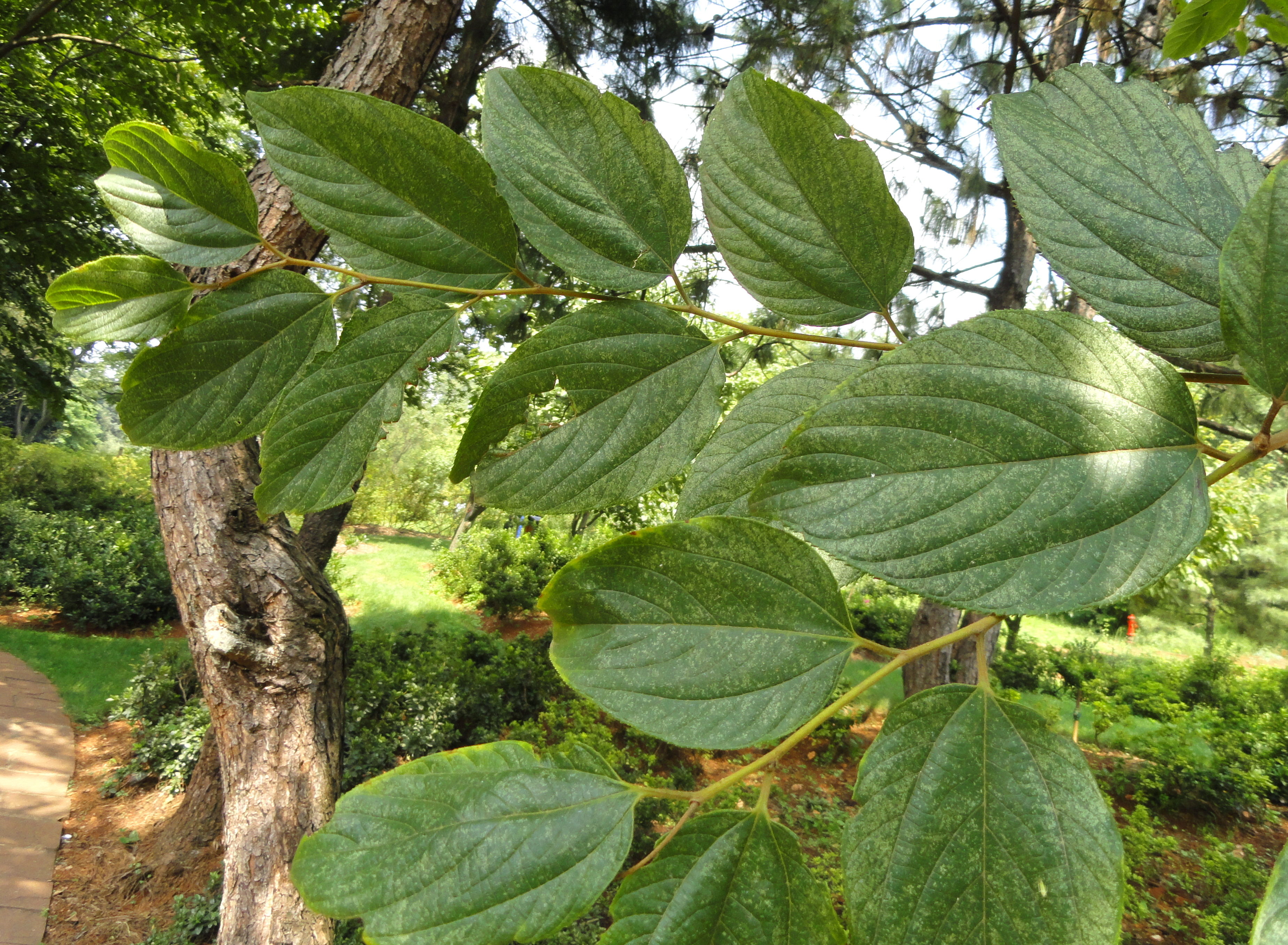
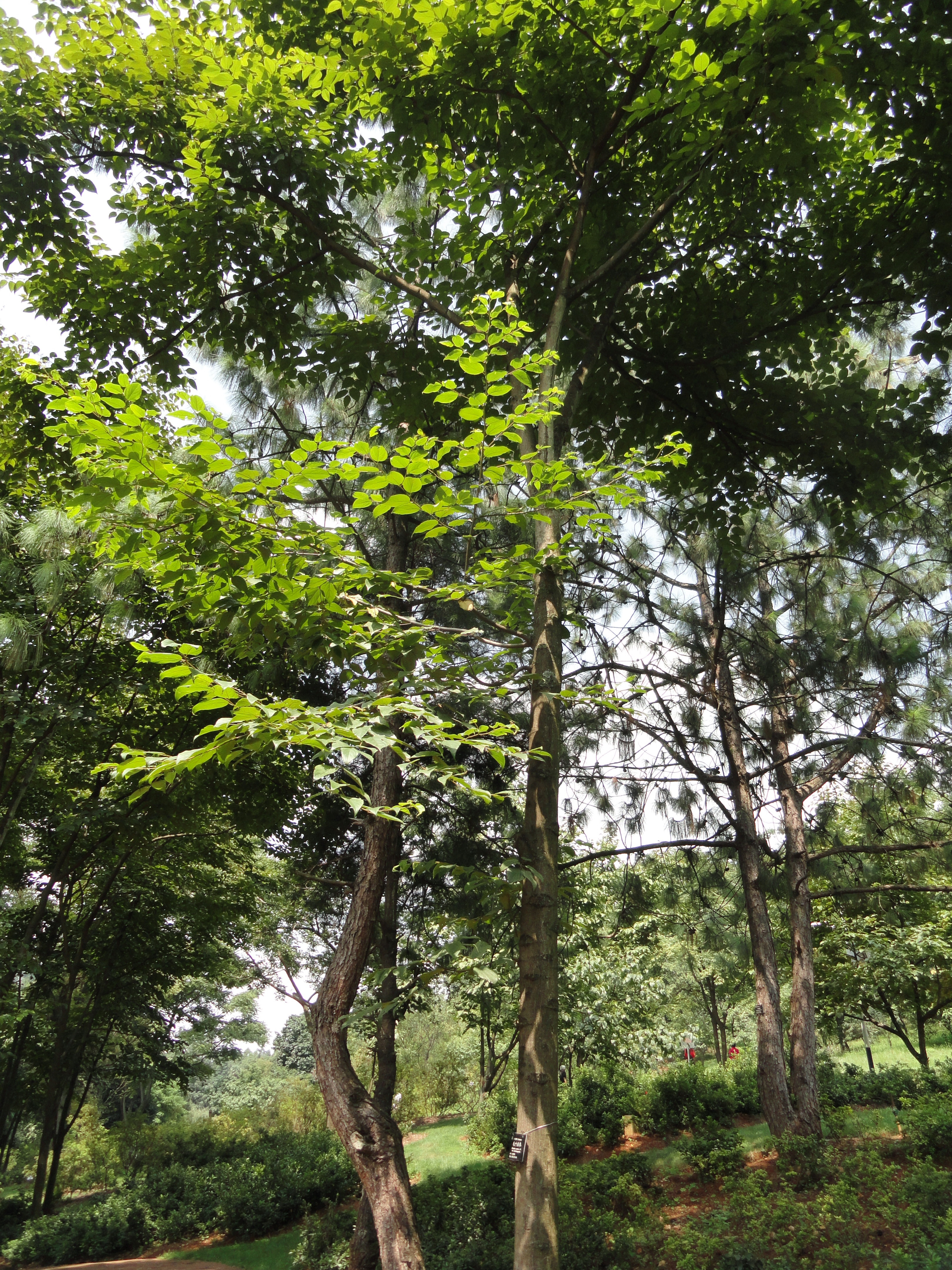